# Саврань
Савра́нь (укр. Саврань) — посёлок в Одесской области Украины, бывший районный центр Савранского района, ныне в Подольском районе.
Население:
- 1959 – 8,7 тыс. жителей[5]
- 1970 – 6,5 тыс.
- 1979 – 6,9 тыс.
- 1989 – 7,5 тыс.
- 1999 – 7,7 тыс.

## География
Саврань находится на крайнем севере Одесской области, в 220 км к северу (С-З-С) от Одессы, в лесостепной зоне – на южной её границе, и на северных окраинах виноградарства и бахчевых культур (с. Бакша).

Расположен поселок на правом берегу реки Южный Буг в приустьевой части его притока р. Савранка; за 38 км на север от ж.-д. ст. Заплазы /Зеленогорское/ (на линии Котовск — Первомайск-на-Буге – Подгородная), ≈ в 28–30 км на юго-восток от ж.-д. ст. Гайворон (на линии Рудница — Гайворон – Подгородная Одесской ж/д и Гайворон — Зятковцы – Винница), и в 18 км на запад от автомагистрали М-05/E 95 Киев – Умань – Одесса.

## История
Саврань — бывший районный центр самого маленького по площади территории района в Одесской области, каковая представляет собой самую большую область Украины.

Саврань является самым древним населённым пунктом из всех местечек (п. г. т.) Одесской обл.

### Название
О наименовании местечка существует легенда... (автор — поэт Александр Уваров)
Сказания ведут в года, 
Разящие, как плети,
Когда турецкая орда
Грязнила степи эти.
И уцелело словно брань
Звучащее упрямо,
Их слово тюркское «Саврань»,
Что означает – яма.
А может быть, совсем не так,
И это было б лестней,
Что здесь народ был петь мастак,
И «Савра» – это песня.
Твердят иное старики,
Что предки передали
(А предки их – сечевики,
Врага отсюда гнали):
В бою последнем тяжело
Был воин Савва ранен,
Тогда отсюда и пошло
Название Саврани.
О других версиях происхождения названия см. на стр. SAVRA и Савранщина  (укр.)

### В глубокой древности
См. также История Одесской обл.
Самыми первыми земледельцами на территории нашего края были жители трипольских поселений. Основные археологические памятники трипольской культуры – укреплённые городища, поселения и курганные могильники, – сосредоточены на севере Одесской области. Появились они на рубеже V–IV тыс. до н. э. и просуществовали около двух тысяч лет. 

 Последние поселения, связанные с трипольской культурой, вернее её финалом, – обнаружены под Одессой в Усатово. Степную часть Северного Причерноморья в конце III тысячелетия до н. э. (порядка 4500 лет назад) населяли оседлые скотоводческо-земледельческие племена усатовской культуры.
В XVII в. до н. э. на смену катакомбным племенам в Северо-Западном Причерноморье появляются племена культуры многоваликовой керамики, получившей своё название по одному из необычных признаков на глиняной посуде – лепным валикам, нехарактерным для керамики предшествовавших культур.
 
Эти племена в значительной степени сохранили элементы культуры своих предшественников – катакомбников. Культура многоваликовой керамики просуществовала до XIV в. до н. э., когда на смену ей пришла эпоха поздней бронзы.
На территории края представлено значительное количество памятников этого времени. Связаны они с жизнью племён Сабатиновской культуры (Сабатиновская этнокультурная общность (поселения)). Наиболее значительными являются группа(ы) поселений сабатиновцев, открытых в 80-е на севере Одесской области – в Кодымском, Балтском и Савранском районах.
 Судьба носителей этой культуры выясняется учёными. Судя по всему, они были ассимилированы и влились в состав родственных им более поздних киммерийских племён.
История Северного Причерноморья последних трёх тысячелетий пестра и моментами калейдоскопична. Киммерийцы, скифы, алазоны, греки-колонисты, римские легионеры (& генуэзцы), хазары и славяне [древнеславянские племена – анты (позже называвшиеся склавинами, русами, росами, русичами)] поочерёдно верховодили здесь, по законам эволюции жестоко истребляя друг друга.
Примерно в то же время, когда скифы вытесняли из Северо-Западного Причерноморья киммерийцев, а может быть несколько позднее, здесь появились греки (греческие колонии); в эти же времена (к первому веку н. э.) сарматы [савроматы] почти окончательно вытеснили скифов из Причерноморья – в частности, на севере нынешней Одесской области.

Племена Причерноморья, кроме всего прочего, оказались в зоне влияния Римской империи (I–III вв.), что наложило свой отпечаток на все стороны жизни раннеславянских племён Черняховской культуры (II–VI вв.).
В конце IV – начале V в. сарматы (скифо-сарматы), готы и черняховские племена были изгнаны из степей Северо-Западного Причерноморья в связи с нашествием с востока гуннов. Оно ознаменовало начало «эпохи великого переселения народов». Гунны открыли дорогу на запад тюркским кочевникам – аварам, болгарам (хазарам), печенегам, половцам.

…Ранее, по проложенному гуннами пути в середине V века с востока хлынули новые волны кочевников – огуры, савиры (савары), кутригуры, которые в середине VI в. были вытеснены и поглощены аварами.

### Древнерусское государство– период становления
В VIII–IX вв. племенные союзы тиверцев и уличей [на Днестре и Буге, а также в низовьях Поднепровья], и болоховцы, были независимы от киевских князей и оказывали упорное сопротивление попыткам их покорить.

К середине X века Киевская Русь, включив в свой состав земли уличей и тиверцев, выходит к Дунаю и начинает укреплять здесь свои позиции.

Во времена Киевской Руси по землям Савранщины проходила весьма условная граница между владениями славянским племён и печенегов с половцами.
У города Балта Одесской обл., под небольшим курганом археологи раскопали могилу с парным погребением – мужчины и женщины. Парное захоронение у Балты было совершено после нашествия Батыя (сер. XIII века), когда под гнетом татаро-монгольских завоевателей оказалась не только Русь, но и сами кочевники – печенеги, половцы и чёрные клобуки.

Эти кочевники были на службе киевских князей и защищали русские границы с юга. Завоеватели вынудили их переселиться в междуречье Юж. Буга и Днестра.

Погребение у Балты принадлежало чёрным клобукам, переселённым в район реки Кодымы, у южных границ владений непокорного галицко-волынского князя Даниила Романовича (Галицкого) 
 [В XI в. Среднее Побужье входило в состав Киевского, а Приднестровье – Галицкого княжества. А затем, после распада Киевской Руси, Дунайско-Днестровское понизовье, включая Савранщину и Побужье, некоторое время (в 1-й пол. XIII в.) входило в сферу влияния Галицкого княжества (Галицко-Волынского княжества); после его захвата в 1238–41 годах Золотой Ордой был создан Подольский улус, плативший дань монголам, кочевавшим на Диком поле].

### Средневековье, поздний этап
В конце XIII — первой половине XIV вв. генуэзские колонии достигают полного расцвета и внезапно гибнут — никаких сведений о дальнейшем существовании [итальянской торговой фактории] Джинестры (см.) в источниках нет. К концу 40-х гг. XIV века приходят в упадок и остальные торговые колонии Причерноморья. Пустеют также степи — золотоордынские завоеватели откочевывают на восток.
Во второй пол. XIV века Литовское княжество, включив в свой состав часть белорусских, русских и украинских земель, превратилось в крупное государство, развернувшее наступление на золотоордынские владения в Северо-Западном Причерноморье. Важную роль в этом сыграли поражение, нанесённое летом 1362 года литовскими войсками татарам на Синих Водах (река Синюха, левый приток Южного Буга) и разгром золотоордынцев в 1380 году на Куликовом поле. К концу XIV в. литовский князь Витовт (Витаутас, 1350—1430 гг.; великий кн. литовский с 1392) расширил владения своего государства до Чёрного моря в междуречье Днепра и Днестра. Земли эти в некоторых хрониках того времени нередко именовались Лукоморьем из-за изгиба береговой полосы, похожего на древко лука.

С середины XIV в. эти земли находились под властью Литовского княжества, и в 1420 году неподалёку от нынешнего Первомайска князь Витовт построил арочный мост через Южный Буг, по которому проходил торговый путь из Брацлавщины и Киевщины к Чёрному морю. […После Люблинской унии владения литовских князей между Южным бугом, Кодымой и Синюхой (С и С-З) отошли к Польше, правобережье Буга (ниже по течению от устья Кодымы; Ю-З и Ю) контролировали крымские татары, а левобережье (ниже по течению от устья Синюхи; В) — запорожские казаки. Таким образом, здесь фактически сходились территории трёх государств [государственных образований]: Речи Посполитой, Турции (в подчинении которой находилось Крымское ханство) и Запорожской Сечи.]
Следом за литовскими войсками в степь продвигалось население из Понизья (Подолии) и Киевщины, осваивая освобождённые от ордынцев земли. Литовское государство возвело здесь целый ряд укреплений и замков: Караул на нижнем Днестре, Чёрный город (Черн) на Днестровском лимане [напротив Белгорода], Коцюбиев (Коцюбеев) на месте современной Одессы, ряд военных поселений на Южном Буге [Бужин] и нижнем Днепре [Дашев; впоследствии Кара-Кермен, Ачи-Кале]. Многие из них охраняли торговые пути, главным из которых был «королевский шлях» из Подолии в Крым.
В конце XV века степями Северо-Западного Причерноморья овладели Крымское ханство и Турция. По всей вероятности, в это время Коцюбиев получает тюркское звучание — Хаджибей, Качибей, и под этим именем известен в начале XVI века.

Другая версия отражена в записках турецкого путешественника Эвлия Челеби, относящихся к 1657 г. Он сообщает, что когда турецкий «султан Баязид завоевал Аккерман (1484), один человек по имени Ходжа, прозванный Бай (богатый), построил в этом месте, на скале, укрепление, поместил в нём отряд воинов… До сих пор (1657 г.) постройки этого укрепления сохранились. В этих местах из Чёрного моря добывают соль». По данным Э. Челеби, «место где некогда паслись овцы Ходжа Бая», находилось в 15 часах пути от устья Барабоя и в 14 часах — от устья Тилигула.
После изгнания Золотой Орды из степей между Прутом (Днестром, Юж. Бугом) и Днепром [XIV в.] Молдавским и Литовским княжествами, и в процессе её распада [XV в.] между Волгой и Иртышём возникает Ногайская орда. С конца XV и в течение XVI веков ногайцы постепенно переселяются на запад, где в низовьях Южного Буга образуется Едисанская орда, а между Днестром и Дунаем — Буджакская (от тюрк. budžak — угол), Малая ногайская, или Добруджская, или Белгородская орда.

После распада Золотой Орды в 1443 году возникло Крымское ханство, вскоре (1475 г.) попавшее в вассальную зависимость от Османской империи.

К середине XVI века сформировалось три силы (государственные образования с различной религией) — Королевство Польское (Речь Посполитая), Московское государство, и Крымское ханство Оттоманской империи, около двух последующих столетий боровшиеся за господство над украинскими землями. Этим трём силам противостояло казачество, стихийно сформировавшееся (в том же XVI ст.) из местного населения и прибившегося к нему беглого люда с захваченных территорий.

### Кодымское порубежье: XVI – XVIII вв.
Татаро-монгольское нашествие середины XIII века страшно опустошило междуречье Южного Буга и Днестра. Местное население было частично истреблено, частично отошло в более безопасные северные районы. В конце XIV века Великое княжество Литовское, овладевшее Поднепровьем, вытесняет из Буго-Днестровского междуречья ордынцев и продвигается на юг к Чёрному морю. Район между реками Савранкой и Кодымой, называвшейся тогда Витовтовым Бродом, начинает заселяться украинскими крестьянами из Подолья и молдавскими жителями из-за Днестра. Следом за крестьянами двигались феодалы. В конце XIV века литовский князь Витовт (Витольд) передал возникшее к этому времени местечко Саврань (1390-е) панам Кошиловичам (Кошелевичам), благодаря которым получает привилегию на проведение двух-трёх ярмарок (в год) и еженедельных торгов, и практически сразу же – Магдебургское право [при Владиславе II (Ягайло)], и переходит в разряд городов (городков-местечек).

В 1362 году литовский князь Ольгерд изгнал золотоордынцев из Подолья. Замки-крепости, возведённые для защиты от них вдоль границ Дикого поля, послужили основой для нарождающихся городов края (В 1399 году Витовтовые земли испытали нашествия орд мурзы Эдыгея). После Кревской (1385 г.), а также Городельской унии (1413 г.), объединившей Польшу с Литвой, на территории (юга) современной Винниччины (Брацлавщины) появились поляки (основная польская, и в частности католическая, экспансия началась в 1434 году), окончательно справившиеся с литовским влиянием на Подолье только в 1569 году с созданием Речи Посполитой.
В конце XV – начале XVI веков Османская империя овладевает северо-западным Причерноморьем, и затем переселяет сюда ногайские племена. Граница между султанской Турцией и Крымским ханством (с одной стороны) и Литвой, а затем Речью Посполитой (с другой стороны) устанавливается по реке Кодыма. Укрепляя свои позиции в захваченных землях, Турция в середине [в первой половине] XVI века строит на правом берегу реки крепость Балту (тур. balta – боевая секира).
После Люблинской унии Литвы с Польшей 1569 года земли между Савранкой и Кодымой переходят во владение магнатов Конецпольских (см.). В 1634 году польский магнат, коронный гетман Станислав Конецпольский поручил известному французскому инженеру, картографу и писателю Гийому Левассеру де Боплану построить в Саврани крепость (1642 год). Получила она название Форт Конецполь (Конецпольское укрепление), или Усть-Саврань (Усть-Савран), и служила для обороны против турецко-татарских нападений [Концепольское укрепление было приграничным пунктом Польши; все строения форпоста были соединены меж собой густой сетью подземных ходов]. На оставленной Бопланом карте Украины [«Опис України з картами»; опубл. в кн.: Мемуари, що стосуються історії Південної Русі, в. 2. К., 1896] на реке Савранке отмечено селение Лягонцы (на месте нынешнего села Пужайково Балтского р-на), а также Демковка (Демовка (Винницкая область)). Во второй половине XVI века в этом же районе источники отмечают село Песчаное, а несколько позднее – село Цуркановку.

Конецпольским(и) же было заложено селение Конецполь на Кодыме (1622–1633); по его приказу в 1635 на Днепре было также сооружено фортецю Кодак, чтоб изолировать Запорожскую Сечь от Украины.
C кодымским порубежьем связан ряд событий освободительной войны украинского народа 1648–1654 годов (восстание Хмельницкого). В 1649 году на Савранке находились ногайские войска, поддерживавшие Богдана Хмельницкого. После Переяславской рады 1654 года Крымское ханство вместе с Польшей выступило против Украины и Московии [ногайские и крымские татары периодически предавали украинское национально-освободительное движение, в т. ч. и до Переяславской рады]. В ноябре 1654 года Богдан Хмельницкий и русский воевода А. Бутурлин сообщали царю, что «крымские и ногайские татары перелезли реку Буг и, под Саврань подбегши, много шкод причинили». В 1655 и 1657 годах крымский хан вновь прорвался на Брацлавщину в этом районе и, по свидетельству Б. Хмельницкого, «города украинские опустошил, казаков и крестьян убивал и в плен забирал». По всей вероятности, в это время и погибло упомянутое выше село Лягонцы на Савранке. И в дальнейшем через Кодыму и Савранку крымские и ногайские орды совершали хищнические набеги на украинские земли. Здесь нередко происходили упорные сражения между ордынцами и украинскими казаками.

(После того как Золотая Орда была формально выдворена с этих земель (1360-е), спонтанные грабительские набеги ордынцев, а затем Османской империи и её вассалов происходили с завидной регулярностью все последующие четыре столетия почти до конца XVIII века.)
Во второй половине XVII века земли по левому берегу Кодымы перешли во владение магнатского рода Любомирских [вследствие Андрусовского перемирья 1667 года Правобережная Украина, с нею и Савраньщина, снова оказались под властью Польши]. Один из них Юзеф [либо же Юрий – на честь сына Юзефа], на месте казачьего поселения, расположенного против [турецкой] Балты, в 1690–1695 годах построил крепость Юзефград, входившую в Брацлавское воеводство (по всей вероятности, по имени пана также дано раннее название села Йосиповка — Юзефовка). Ещё и сегодня в городе сохранились подземные ходы – катакомбы, сооружённые в оборонительных целях. Вокруг крепости возникло селение с тем же названием.

(Ходы катакомб имели прямое сообщение под рекой с левобережья на правый берег [а река Кодыма в те далёкие времена была судоходна] – можно было непосредственно из Юзефграда попасть в Балту; в конце 70-х – 80-е прошлого столетия при застройке многоэтажных жилых новостроек (при рытье котлованов под фундамент) множество катакомбов [входы] были попросту засыпаны – за отсутствием исторического интереса (?))
В конце XVII – первой половине XVIII веков на малозаселённые земли кодымского пограничья устремляются украинские, молдавские, польские крестьяне. В 1748 году рядом с крепостью Балта [на турецкой стороне] основывается одноимённое селение, развивавшееся как торговый и ремесленный центр; в 1754 году магнаты Любомирские основывают поселение Кодыма. В этот период в Савранско-Кодымском междуречье разрастаются сёла Полянецкое, Дубиново, Мокрая Бакша (ныне Неделково) (Савранский р-н); Будеи, Крутое, Лабушное, Шершенцы, Тимково (Кодымский р-н); Шляховое, Обжилое, Лесничевка, Плоское, Перейма, Саражинка, Бендзари, Пасат (Балтский р-н); а также Кривое Озеро (Балтского уезда; ныне Николаевщина) и др. Во второй половине XVIII века процесс заселения этого региона усиливается. Здесь насчитывается уже десятки слобод, сел и хуторов.
На протяжении XVIII века в кодымском порубежье активно действовали отряды гайдамаков, выступавших против социального и национально-религиозного гнета.

После русско-турецкой войны 1787–1791 годов, по Ясскому миру 1791 года, междуречье Буга и Днестра вместе с Балтой вошло в состав России и было включено в Екатеринославское наместничество. Теперь река Кодыма становится границей уже между Россией [с юга] и Польшей.
В апреле 1793 года, после Торговицкой конфедерации и в результате второго раздела Речи Посполитой, в состав России вошла Правобережная Украина, включая Брацлавское воеводство с междуречьем Савранки и Кодымы. Русское правительство выкупило у князей Любомирских Юзефград и переименовало его в Еленск. Земли эти были включены в Екатеринославское, а с 1795 г. в Вознесенское наместничество. В сентябре 1797 года Балта и Еленск, разделённые рекой Кодымой, были объединены в один город – Балту, ставшую уездным центром Подольской губернии.
Во времена Российской Империи Саврань — местечко (городок) Балтского уезда Подольской губернии.

Включение кодымского пограничья в состав России способствовало его более быстрому социально-экономическому развитию.

### Семен Палий; Битва на Кодыме
Борьба за осуществление решений Переяславской рады (1654) длилась ещё многие десятилетия. Только в 1686 году между Россией и Речью Посполитой был окончательно заключён «вечный мир», по которому к Русскому государству отошли Левобережная Украина, Киев с окрестностями и Запорожье. Правобережные и западноукраинские земли остались в составе шляхетской Польши. Территория по правому берегу Днепра, южная Киевщина и Брацлавщина, опустошенная непрерывными военными действиями, должна была оставаться незаселённой, нейтральной зоной (совладение).

Не отказались от своих планов овладеть Украиной султанская Турция и Крымское ханство. В 1672 году Османская империя оккупировала Подолию и превратила её в свой пашалык (Сарматское княжество Османской империи, 1672–1699). В 1677 и 1678 годах турецкие войска совершили страшные опустошительные походы на Правобережную Украину, пытаясь взять Киев. Из года в год повторялись набеги крымских татар и ногайцев. Захватчики причиняли украинскому народу неисчислимые бедствия.
Украинский народ не смирился с разделом своей Родины и захватническими устремлениями польских, турецких, крымских феодалов. Нейтральная зона на правом берегу Днепра начала заселяться беглым людом из других украинских земель. Здесь возникают казацкие полки: Фастовский, Белоцерковский, Богуславский, Корсуньский, Брацлавский, Уманьский, Чечельницкий и др. Возглавляли их полковник Семён Палий, Андрей Абазин, Захар Искра, Самуил Иванович (Самусь). Казаки вели борьбу против польской шляхты за права и вольности, героически отражали нападения турецко-татарских захватчиков. Своим героизмом и мужеством, преданностью делу народа особенно выделялся фастовский полковник Семен Филиппович Гурко (Палий).

Под предводительством Семена Палия казаки активизируют борьбу с татарско-турецкими агрессорами. На протяжении 1684–1696 годов они совершают успешные походы на Аккерман, Килию, Бендеры (против Буджакской орды), Кизи-Кермен в низовьях Днепра (Витовтовая таможня, переправа – Таванский перевоз; а также крепость Тягин), Очаков.
 Но особенно памятным стало сражение казаков С. Палия с татарами в 1693 году.
Ранней осенью этого года сорокатысячное войско крымского хана, включавшее буджакских и едисанских ногайцев, двинулись на Киев. Захватчики похвалялись, что повторят поход 1482 года хана Менгли-Гирея, страшно разорившего город. В широкой степи у реки Кодыма, служившей границей между турецкими и польскими владениями, татары встретились с семитысячным отрядом Семёна Палия. Положение казаков казалось безвыходным. Враг имел огромное численное превосходство. Отразив первый удар татар, казаки соорудили круговое укрепление из возов, засыпанных землёй. Целый день штурмовали татары казацкий лагерь, но прорваться сквозь ряды его защитников так и не смогли. Ночью Семен Палий приказал своим построить на Кодыме плотину (впоследствии, вероятно, получило наименование «Палиево озеро»). С рассветом в татарский лагерь хлынула вода. Разбуженные стремительными потоками враги в панике начали разбегаться. Им в тыл ударили казаки. Крымские войска потерпели полное поражение и повернули в степь. Сражение это вошло в историю как битва на Кодыме.

### Гайдамаки штурмуют Балту
Сквозь весь XVIII век проходит на Украине массовое антифеодальное народно-освободительное движение, известное в истории под названием гайдамацкого [XVII–XVIII вв. в наших краях прошли под знаком перманентного противостояния Речи Посполитой и казачества – уникального (многовекового) военизированного государственного образования]. Наибольший размах оно приобрело на Правобережной Украине, где социальный и национально-религиозный гнёт польской шляхты был особенно сильным. Активно действовали гайдамаки и в южных районах Брацлавского воеводства, в том числе в междуречье Савранки и Кодымы, по Ягорлыку, в польско-турецком пограничьи. В гайдамацкие отряды входили украинские селяне, наймиты (батраки), запорожцы [серома, голота], городская беднота [мещане, ремесленники], а также русские солдаты, белорусские, молдавские, польские крестьяне.
Летом 1734 года на Брацлавщине вспыхнуло крупное гайдамацкое восстание, которое возглавил Верлан, служивший сотником шаргородской народной милиции. В этот период Саврань и окрестные леса стали базой гайдамацких отрядов Саввы Чалого, Григория Медведя, Прокопия Рудя, Матвея Гривы и других. На протяжении 1734–1738 годов их отряды громили шляхетские имения, забирали скот, хлеб, раздавали захваченное панское имущество крестьянам. Особенно широко известным гайдамацким атаманом стал Савва Чалый. В 1735 г. в его отряде насчитывалось св. 500 человек. В первые годы восстания имя С. Чалого наводило панический страх на угнетателей.
Савва Чалый происходил из Комаргорода (Винничина). Некоторое время находился в Запорожье. После ухода из Сечи служил сотником надворных казаков князей Четвертинских. В 1734 г. присоединился к повстанцам Верлана. Но в 1736 С. Чалый перешёл на сторону польской шляхты. С 1738 г. служил полковником надворных войск польских магнатов Потоцких в Немирове. В 1771 г. один из известнейших гайдамацких предводителей Игнатий Голый казнил Чалого за измену народному делу.
 Сюжеты, связанные с жизнью и смертью Саввы Чалого, [тем не менее] нашли широкое отражение в устном народном творчестве, в произведениях Т. Шевченко, И. Карпенко-Карого, Н. Костомарова, некоторых польских писателей.
Против гайдамаков польское правительство бросило значительные силы шляхетской армии. Участие в подавлении этого народного движения принимали и царские войска генерала В. Миниха. Пятилетняя напряжённая борьба ослабила силы восставших и в конце 30-х годов она стала затихать.
В 1750 году на Правобережной Украине вновь развернулось массовое гайдамацкое движение. На протяжении 1750–1751 и 1755–1757 годов источники отмечают активные действия повстанческих отрядов по рекам Савранка и Ягорлык, где были разгромлены поместья Любомирских и других феодалов.
 Но особенно большой, международный отклик получило нападение гайдамаков на Балту во время знаменитой Колиивщины 1768 года.

### Черноморцы;Штурм Хаджибея
В русско-турецкой войне 1787–1791 годов самое активное участие в боевых действиях в Северо-Западном Причерноморье принимало Черноморское казачье войско.

Ещё в 1783 году запорожскому старшине Антону Головатому было разрешено создать из бывших казаков тысячный отряд.
В условиях начавшейся войны с турцией осенью 1787 году из бывших запорожцев началось формирование нового войска, названого в январе 1788 Войском верных казаков. В том же 1788 году за проявленные в боях мужество и отвагу оно было переименовано в Черноморское казачье войско.

В Черноморском войске восстанавливалась организация, подобная запорожской. Возглавили черноморцев бывшие запорожские старшины: Сидор Белый, назначенный кошевым атаманом, Антон Головатый – войсковым судьёй, Захар Чепега – командиром конных отрядов казаков (отличившиеся ещё с прошлой войны). Черноморцы [к 1788 г. – св. 12 тыс.] действовали в составе войск, которыми командовали генералы А. В. Суворов, М. И. Кутузов, И. В. Гудович.
В ночь на 12 сентября 1789 года авангард корпуса генерала И. В. Гудовича под командой генерал-майора И. М. Дерибаса скрыто подошёл к замку Ени Дунья и селению Хаджибей. Войска по малоизвестным степным путям провёл черноморский есаул Кондратий Табанец. В 4 часа утра 14 сентября 1789 русские войска взяли крепость штурмом.
Участие черноморцев в сражениях на Дунае нашло своё отражение в широко известной у современников украинской народной песне «Від Кілії до Ізмайлова покопані шанці».

### Ханские слободы
В 1766 году запорожский толмач (переводчик) Константинов по заданию киевского военного губернатора совершил поездку по Очаковской области, как тогда называлось степное междуречье Южного Буга и Днестра, ограниченное на севере рекой Кодымой. Земли эти до 1779 года были подвластны крымскому хану, отчего их иногда ещё называли «Ханской Украиной». Затем Очаковская область перешла в турецкое управление.
В своём отчете об этой поездке Константинов пишет, что обнаружил на Кодыме и Тилигуле ряд сёл с украинским и молдавским населением. По сведениям, дополненным запорожскими разведчиками, в 50–60-х годах XVIII века здесь были, кроме Балты, уже более десяти таких поселений, в том числе
Гедерим (ныне Подольский район), Бобрик Малый и Бобрик Большой, Ясеневое (ныне Любашевский район), Гольма, Перелеты (ныне Балтский район), Ананьев и другие (большинство населённых пунктов Савранского района, кроме вышеупомянутых: Бакша, Вильшанка, Каменное, Концеба, Осычки…).
Русско-турецкая война 1768-1774 годов, в ходе которой на территории Очаковской области велись военные действия, сократила количество жившего здесь населения. Часть жителей для поселения в Новороссийской губернии вывели отсюда русское командование. Турецкая администрация, возвратившаяся сюда после окончания войны, сожгла ряд селений в качестве наказания местных жителей за помощь, оказанную русским войскам. Вместе с тем уход Едисанской орды из Очаковской области и хлынувшая из Запорожья волна казаков, усилили процесс заселения края. Здесь появляются новые населенные пункты. К 1779 году их насчитывалось уже 41, причём 14 из них были расположены по Днестру и Ягорлыку. Ориентировочно общая численность населения в них составляла 12–15 тысяч человек. По всей вероятности, уже существовали сёла: Фернатия (ныне Кармалюковка), Мироны, Пасицелы, Сенное (ныне Балтский район), Бирзула, Готары (ныне Борщи), Липецкое, Старая Кульна (ныне Подольский район), Валегуцулово (ныне Долинское), Шимково, Гандрабуры (ныне Ананьевский район), Гвоздавка, Познанка, Кричуново, Троицкое (ныне Любашёвский район), Окны, Дубово, Чёрная (ныне Окнянский район), Захарьевка и другие. Возле Хаджибея располагалось небольшое поселение запорожцев (близ Хаджибейской-Куяльницкой Пересыпи, в районе нынешнего Усатово).
Подавляющее большинство этого населения составляли беглые украинские крестьяне, казаки и «пришедшие на жительство в Россию православные иностранцы – люди волошской нации». Запорожский полковник, сообщая в середине 60-х годов XVIII века о поселениях в Очаковской области, писал, что в них «живут волохи (молдаване)… и почитай в бо́льшую половину во всякой слободе народа такого, как малороссийский». Селились в Очаковской области также русские старообрядцы, болгары, армяне, евреи.
Поселения здесь назывались слободами (осадами, посадами). Это означало, что их население на время освобождалось от выполнения феодальных повинностей. Такими льготами владельцы земли, на которых основывались слободы, стремились привлечь в них крестьян из других местностей. Поскольку Очаковская область принадлежала Крымскому ханству, то и слободы получили название ханских. Как сообщал в своих донесеньях запорожский кошевой атаман «В новых слободах обыватели жительствуют… без наложения никаких повинностей». В давно основанных слободах ханским чиновником - каймаканом с жителей «взимается в год со своего прибытка скотского и промышленного десятая доля». Когда же льготное время истекло, то слобожане вынуждены были платить значительные подати. Толмач Константинов писал, что «в татарских слободах чрезвычайные подати налагаются, а именно с одного плуга по десять левков турецких в ханскую казну, да на расходы откупщику с каждой севной борозды по одной денежке собирается». И хотя населению слобод жилось под властью крымского хана нелегко, учитывая ещё и опасность быть захваченными в плен ногайцами, важно было то, что здесь не существовало крепостное право, от которого бежали местные жители.
Русско-Турецкая война 1787–1791 гг., как и предыдущая, вновь резко сократило население Очаковской области. В 1787 году Буджакская орда напала на приднестровские сёла, часть из которых сожгла, а жителей увела в плен. В ходе военных действий многие жители вынуждены были бежать на Правобережную Украину и в Екатеринославскую губернию.
После присоединения в 1791 году Очаковской области к России большая часть бежавшего населения возвратилась в свои села. К середине 1792 года здесь насчитывалось уже около 20 тыс. человек.

Старожилое население Очаковской области сыграло заметную роль в первоначальном хозяйственном освоении края.

### Конец XVIII – начало XIX веков
В январе 1799 года по указу Павла I местечко Саврань с 360 ревизскими душами [а также Полянецкое] передано графу Салтыкову, который вскоре продал его графине Ржевусской. После Ноябрьского восстания поместье Вацлава Северина Ржевусского (одного из повстанцев) конфисковано царским правительством. В 1830-е городок отнесён к разряду войсковых поселений Киево-Подольского [Каменец–Подольского] округа; тут дислоцировались подразделения уланского полка, штаб которого размещался в Умани (Киевской губернии) [войсковые поселения в Саврани ликвидированы 1857–1865 по царскому указу].
В 1900 году Саврань являлась местечком Балтского уезда Подольской губернии

## Археологические и историко-культурные памятники
Вблизи Саврани обнаружена и исследована стоянка группы племен неолитического поселения, оставившая памятники, относящиеся к древнейшей в Восточной Европе буго-днестровской земледельческой культуре (5-е — начало 4-го тысячелетия до н. э.); а также курганы эпохи бронзы (II тысячелетие до н. э.).
 В окрестностях Саврани найдено множество татарских надгробных памятников XIV века.
- памятник (мемориальный комплекс) героям-подпольщикам партизанского отряда «Буревестник»[17]

## Промышленность
На рубеже 80-х–90-х:
   
Заводы, предприятия: кирпично-черепичный (глиняный и песчаные карьеры), масло[молочный] завод, хлебзавод («Савранський хліб»), заготконтора Райпотребсоюза (Укоопсоюз), птицефабрика (птицеинкубаторная ст.), «Савранский завод продтоваров», комбикормовый з-д,; промкомбинат (в 1970-х – 90-х — цех № 5 Одесского завода чертёжного и школьного оборудования), Одесский филиал ООО «Авантаж»; межколхозная строительная организация (Межколхозстрой, ООО «Савраньагрострой»), районные объединения «Сельхозтехника», «Сельхозхимия», «Райселькоммунхоз», «Райагроснаб», Ремонтно-строительное управление (РСУ), Дорожно-строительное управление (Дорстрой, РайДУ; Филиал «Савраньрайавтодор»); Щебневый завод (гранитный карьер), Савранский лесхоз, Савранская ГЭС.

Представители малого бизнеса – физические лица занимаются изготовлением и выпуском разнообразной продукции: металлоизделия, мебли, строительные материалы, металлопластиковые изделия и другое.
Колхоз (КСП) Савранский – на базе которого ныне функционирует несколько фермерских и мелких сельхоз. предприятий.
Сервис
СТО (автомобилей)

## Образование
Дошкольные детские учреждения.
 Школы: 1 средняя общеобразовательная, 2 начальных; детская музыкальная, ДЮСШ «Олимп», Дом творчества школьников, Молодёжный центр «Новое поколение».
 Профтехучилище № 24.

## Достопримечательности
- Районный историко-краеведческий музей – в Доме культуры (строение бывшей пятикупольной церкви[18], 1872 (реконстр. 1921))
- Савранские леса, богатые грибами, ягодами, лекарственными растениями
- Резиденция Св. Николая в с. Осички.
- источник «Гайдамацкий колодец» в урочище Дедов яр – гидрологическая памятка природы местного значения (именно в нём дислоцировались во времена гайдамацкого движения отряды козаков под предводительством Саввы Чалого)
- Рекреационно-оздоровительная местность «Савранская ГЭС» – спортивно-оздоровительный лагерь «Южный Буг»
- Живописные пейзажи реки Савранки и Южный буг.
- Свято-Покровская церковь и храм Касперовской иконы Божой Матери